# 吳鈞
吳鈞（1866年—？），字秉丞，号莜谷 ，甘肃皋兰（今甘肃兰州）人，寄籍甘肃省西宁府贵德厅（今青海贵德） 。清朝及中华民国政治人物。

## 生平
吳鈞生于同治五年（1866年）。光绪二十一年（1895年），吳鈞中乙未科进士，同年五月，改翰林院庶吉士；光緒二十九年四月，散館，著以部属用，任户部主事，后改度支部主事。清朝末年任过一任山西省忻县知县，此外至中华民国初年一直在北京任职。
中华民国时期，他于1912年任北京临时参议院议员。1923年任敦煌县知事。

## 家庭
- 父：吴锡龄，清朝钦赐蓝翎候选典史[1]
- 内弟：田樹梫，清朝光绪二十九年进士[1]